# Additive Grundfarbe
Die additiven Grundfarben sind Rot, Grün und Blau. Mit diesen Farben können durch additive Farbmischung die Farben des RGB-Farbraumes erzeugt werden.

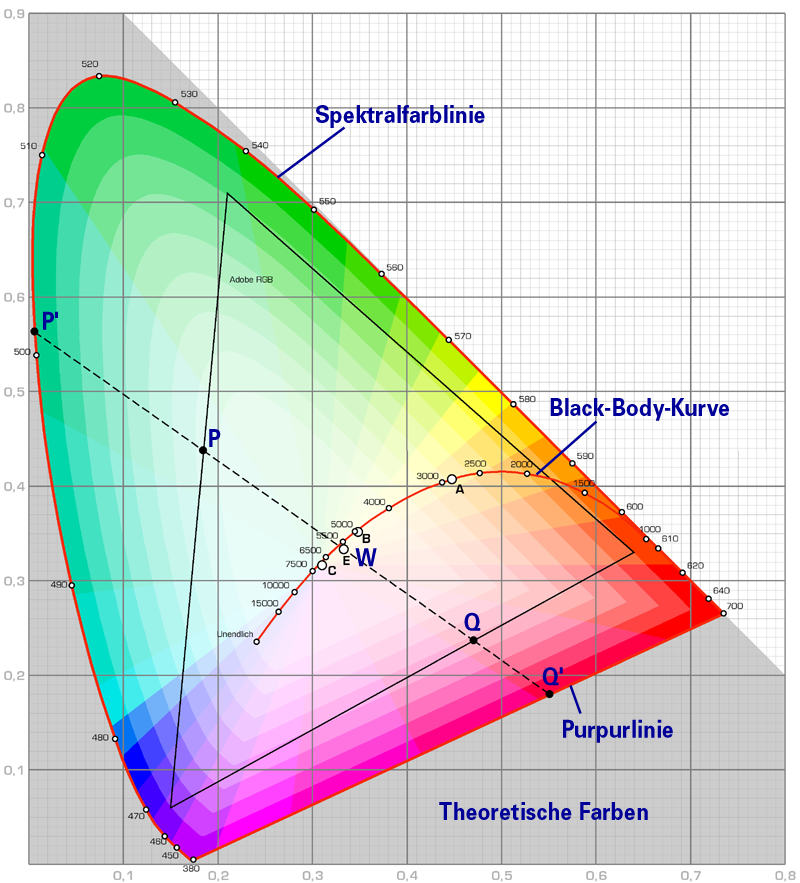
Die CIE-Normfarbtafel. Achtung: Die in der Grafik verwendete Färbung der Wertebereiche ist nur zur groben Orientierung innerhalb des Farbraumes gedacht. Die auf einem (Computer-)Monitor darstellbaren Farben beschränken sich auf eine dreieckige Fläche im Inneren der Grafik – die zudem von Gerät zu Gerät sehr stark abweichen kann.

Die Tatsache, dass der Farbraum etwa parabelförmig begrenzt ist, macht technische Probleme. Man hat sich deshalb auf die Bearbeitung von Farben beschränkt, die innerhalb eines Dreiecks liegen. Dieses Dreieck ist in der nebenstehenden Darstellung grau eingezeichnet. Farben außerhalb des Dreiecks lassen sich nicht erzeugen, da dafür „negative“ Helligkeit erforderlich wäre.
Das Wiedergabegerät kann nur die Farben an den Spitzen des Dreiecks (rot, grün und blau) erzeugen, alle anderen Farben im Inneren des Dreiecks und auf dessen Rändern werden durch Anteile der drei Grundfarben hergestellt.
Beispiele:
a) Gelb entsteht, wenn Rot und Grün gleich stark leuchten und die blaue Lichtquelle ganz ausgeschaltet ist.
b) Orange entsteht, wenn Rot stärker leuchtet als Grün.
c) Weiß entsteht, wenn alle drei Grundfarben gleich stark leuchten.
Die Eckpunkte des Dreiecks sind nicht ganz willkürlich gewählt, sondern werden definiert durch die Verfügbarkeit von Kristallen (Leuchtstoff), die diese Farben erzeugen, sobald sie zur Lichtabgabe angeregt werden. Diese Anregung erfolgt in der Bildröhre eines Farbfernsehgerätes oder Computer-Monitors durch Beschuss mit sehr schnellen Elektronen (Kathodolumineszenz). Farbwerte außerhalb des grauen Dreiecks können mit solch einer Bildröhre nicht dargestellt werden. Dazu zählen insbesondere satte Grünwerte.
Die additiven Grundfarben werden unter anderem in Röhrenmonitoren, LCD-Schirmen und Video-Projektoren zur Bilddarstellung verwendet. In der digitalen Bildbearbeitung sind die additiven Grundfarben eine Methode zur Farbbeschreibung.